# Chery QQ6

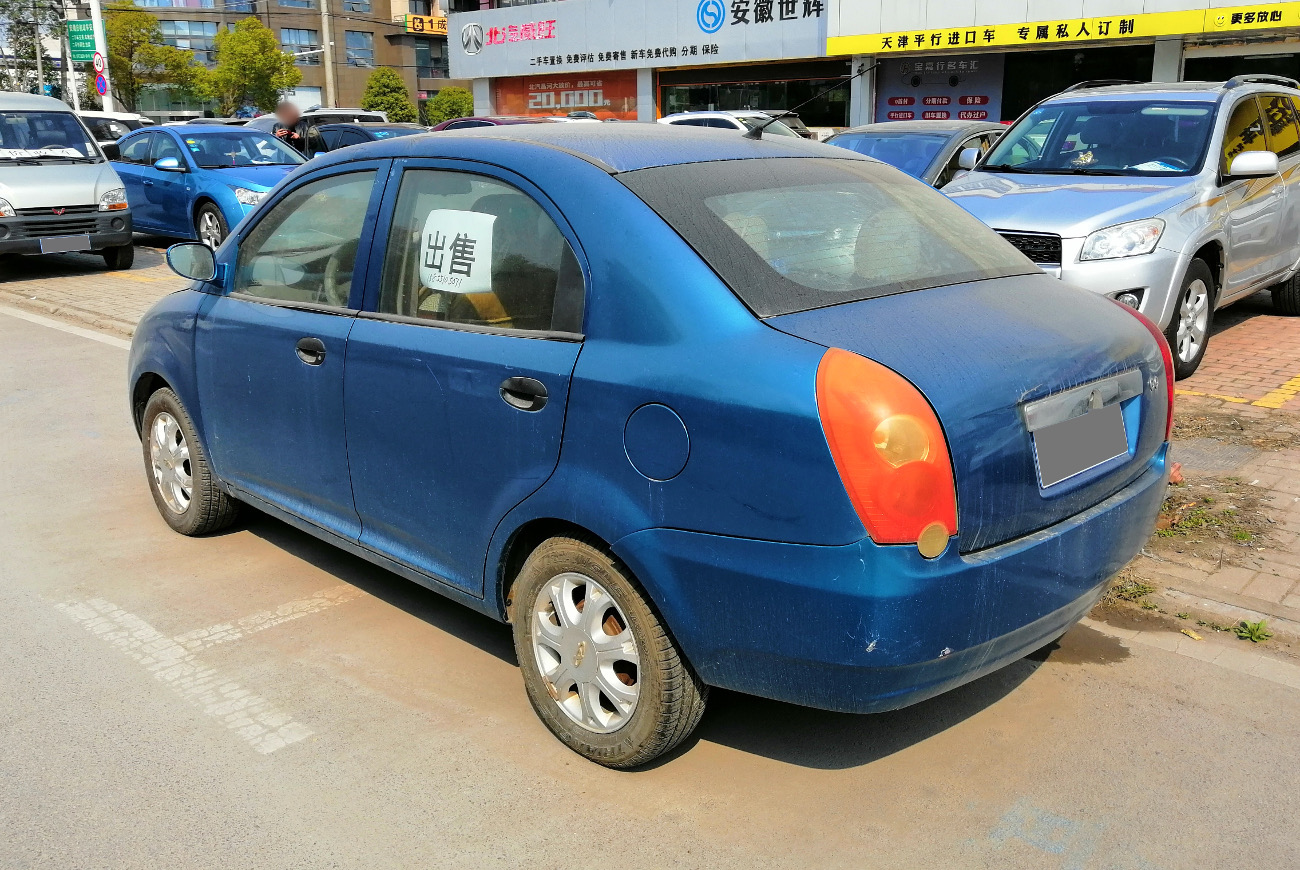
Heckansicht

Der Chery QQ6 ist ein Kleinstwagen des chinesischen Herstellers Chery Automobile. Das Fahrzeug hat ein Stufenheck.
Die formale Präsentation des Fahrzeugs erfolgte auf der Guangzhou Auto Show 2006.
Mit dem QQ6 hatte Chery seine Kleinstwagen-Serie um ein Stufenheckfahrzeug, wie es in China sehr beliebt ist, erweitert. Das technisch nicht verwandte Steilheck-Modell trug in der ersten Generation ab diesem Zeitpunkt  den Namen Chery QQ3.
Der Wagen ist mit einem 1,3-l-Motor mit 61 kW ausgestattet; in Chile wird er als Chery S21 mit einem 1,1-l-Motor angeboten. Zudem ist das Fahrzeug in der Ukraine als Chery Jaggi erhältlich und wird als Speranza Chery A213 in Lizenz in Ägypten gefertigt. Im Iran war eine Produktion ab 2008 bei Iran Khodro geplant. Airbags und ABS gibt es gegen Aufpreis.